# Stars: The Best of 1992-2002
Albums de The Cranberries
Treasure Box: The Complete Sessions 1991–1999
(2002) Something Else
(2017)
Singles
1. Stars
Sortie : 7 octobre 2002
2. Daffodil Lament
Sortie : 2003

Stars: The Best of 1992 - 2002 est une compilation des Cranberries sorti en 2002 pour leurs dix ans de formation. Il regroupe tous leurs singles (par ordre chronologique), ainsi que deux inédits : New New York et Stars.
En outre, la chanson Daffodil Lament issue de l'album No Need to Argue, et qui n'a jamais été un de leurs singles, a été choisie par leurs fans pour être incluse sur ce Best Of lors d'un vote organisée sur leur site officiel.

## Liste des titres
1. Dreams (4:15)
2. Linger (4:34)
3. Zombie (5:07)
4. Ode to My Family (4:31)
5. I Can't Be With You (3:07)
6. Ridiculous Thoughts (radio edit) (3:36)
7. Salvation (2:24)
8. Free to Decide (alternate mix edit) (3:23)
9. When You're Gone (3:52)
10. Hollywood (edit) (4:19)
11. Promises (3:32)
12. Animal Instinct (3:32)
13. Just My Imagination (edit) (3:13)
14. You & Me (edit) (3:17)
15. Analyse (4:06)
16. Time Is Ticking Out (3:01)
17. This Is The Day (4:15)
18. Daffodil Lament (6:06)
19. New New York (4:09)
20. Stars (3:31)

Autre version : 
L'édition limitée de l'album inclut cinq morceaux live enregistré à Stockholm :
1. Stars (4:10)
2. Zombie (5:18)
3. Ode To My Family (4:25)
4. Animal Instinct (3:36)
5. Salvation (2:33)

## Crédits
Toutes les chansons sont écrites par Dolores O'Riordan et Noel Hogan excepté les 3, 8, 9, 10, 11, 15, 17 et 18, écrites par Dolores O'Riordan.
Produit par Stephen Street (chansons 1-6, 15-20), Bruce Fairbairn (chansons 7-10), The Cranberries & Benedict Fenner (chansons 11-14).
Les chansons 19 & 20 ont été enregistrées à Miami au studio Criteria Hit Factory du 3 au 6 juin 2002 pendant un break lors de leur tournée américaine.